# 千葉県立印旛明誠高等学校
千葉県立印旛明誠高等学校（ちばけんりつ いんばめいせいこうとうがっこう）は、千葉県印西市草深（千葉ニュータウン）に所在する公立高等学校。

## 設置学科
- 単位制 普通科

## 概要
千葉ニュータウンの印西牧の原地区、国道464号沿いに位置する。習志野カントリークラブ、ジョイフル本田千葉ニュータウン店、印西地区消防組合消防本部に隣接する。最寄駅は北総線印西牧の原駅。駅からの距離は徒歩約20分。
2010年4月、木下駅付近から千葉ニュータウン地区に移転し、千葉県立印旛高等学校から千葉県立印旛明誠高等学校に校名を変更すると共に、校歌、校章、制服も変更された。
略称は、『明誠』や『印明』（いんめい）などと呼ばれることが多い。

## 沿革
- 1930年（昭和5年）4月 - 千葉県立印西農学校と千葉県印西実科女学校（共に1901年創立）が統合され、千葉県立印旛実業学校として木下地区に開校。
- 1948年（昭和23年）4月 - 千葉県立印旛高等学校となる。
- 1978年（昭和53年）3月 - 第50回選抜高等学校野球大会に初出場、PL学園に0－4で完封負けで1回戦敗退。
- 1981年（昭和56年）3月 - 第53回選抜高等学校野球大会に2回目の出場、順調に決勝まで勝ち上がり優勝まであと1勝のところで対戦相手PL学園にサヨナラ負けを喫し準優勝となった。
- 2010年（平成22年）4月 - 千葉ニュータウン地区に移転し、千葉県立印旛明誠高等学校に改名。

## 教育
- 教育目標

教育基本法及び学校教育法に基づき「豊かな教養」「ゆかしい情操」「逞しい心身」の調和と統一がとれ、情報化・国際化が進展する中にあって、社会に貢献できる有為な人間の育成を目指す。
- 学区

千葉県の学区制による全日制普通科第4学区（成田市・佐倉市・四街道市・八街市・印西市・白井市・富里市・酒々井町・栄町）に属する。千葉県内の第1学区、第2学区、第3学区、第5学区、第6学区、及び茨城県の一部からの受験も可能である。
- 授業

2010年より単位制を導入、少人数授業が行われている。
また、学校による土曜日進学学習会が開かれているほか、夏季・冬季休暇時、代ゼミサテラインを校内で受講することができる。

## 生徒会
生徒会本部役員として、生徒会長、生徒会副会長、書記、会計、会計監査がおかれている。
委員会として、文化委員会、図書委員会、放送委員会、出版委員会、規律委員会、美化委員会、保健委員会、体育委員会、選挙管理委員会がおかれている。

## 部活動
- ゴルフ部
- 剣道部
- 陸上競技部
- 卓球部
- バドミントン部
- バレーボール部
- バスケットボール部
- テニス部
- 硬式野球部
- 吹奏楽部
- 音楽部
- ギター部
- 美術部
- ペン画部
- 書道部
- 科学部
- 茶道部
- 華道部
- 家庭科部
- ボランティア部
- 写真同好会
- アウトドア同好会
- ダンス同好会

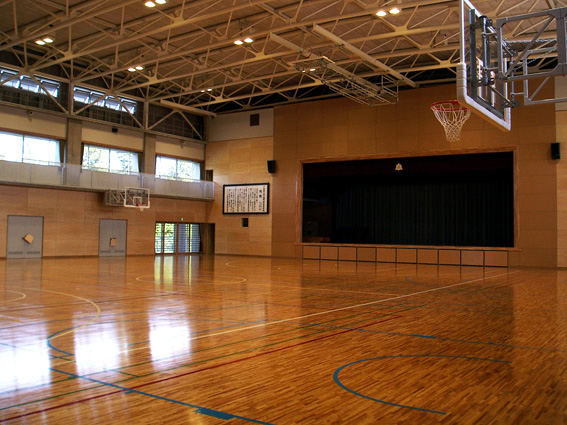
屋内運動場

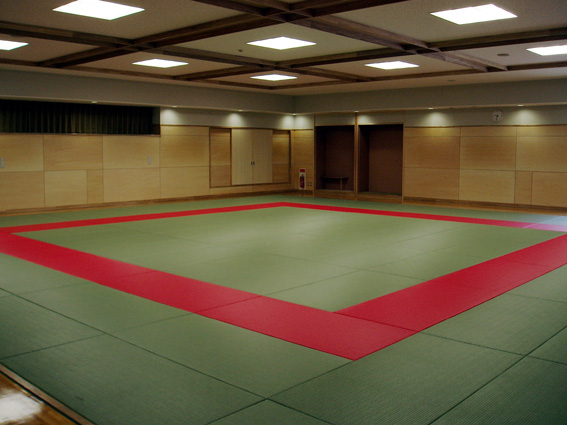
柔道場

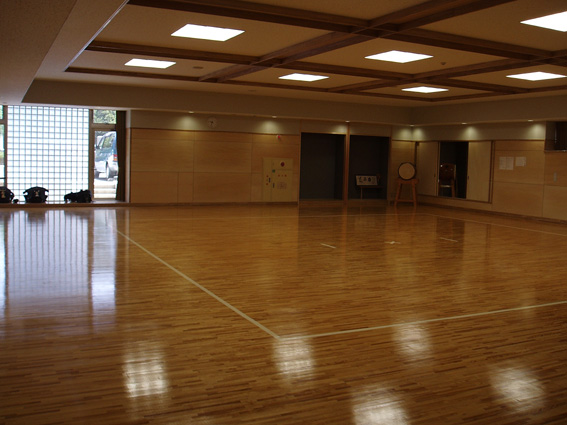
剣道場

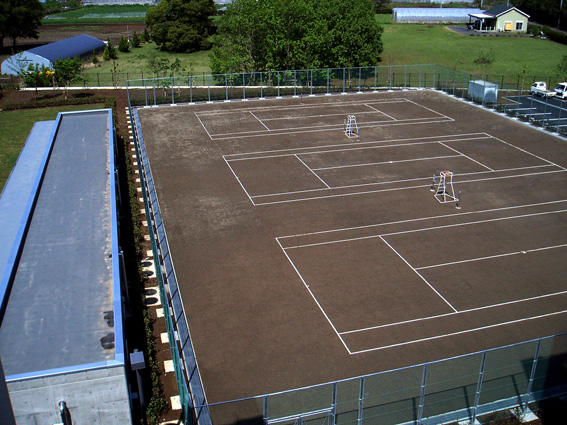
テニスコート

硬式野球部は、印旛高校時代、春は1978年と1981年、夏は1983年に甲子園に出場。1981年春の選抜は決勝でPL学園に敗れ準優勝。
ゴルフ部は2010年に設置された。特別顧問は飯合肇プロ。習志野カントリークラブ、木下ゴルフセンターの協力も行われている。

## 著名な出身者
- 佐藤文男（プロ野球・元阪神タイガース・ロッテオリオンズ投手 / 1982年卒）
- 月山栄珠（プロ野球・元阪神タイガース捕手 / 1982年卒）
- 村上眞一（プロ野球・元オリックス・ブルーウェーブ外野手 / 1982年卒）
- 山中律俊（元プロ野球選手）
- 土橋勝征（プロ野球・東京ヤクルトスワローズコーチ / 1987年卒）
- 渡久地聡美（プロボクシング・マネージャー / 1987年卒）
- 名洗将之（元プロ野球選手）
- 増田政行（元プロ野球選手）
- 小川祥志（元プロ野球選手）
- 秋本衛久（元白井町長）
- 山﨑山洋（前印西市長 / 1969年卒）
- 豊田俊郎（参議院議員、元八千代市長 / 1971年卒）
- 都築拓紀（お笑いタレント・四千頭身）
- 菊池総（元社会人野球選手（ソウル五輪代表））